# 오대원
오대원 (David E Ross, 1935년 9월 14일 -  )목사는 미국 남장로교 선교사이다. 한국에서 예수전도단을 설립하고 한국의 복음화에 헌신한 선교사이다.

## 생애
오대원 선교사는 1935년 9월 14일 미국 노스캐롤라이나주에서 출생하였다. 1957년 테네시주 킹 대학교를 졸업하고, 1960년 버지니아주 유니언 신학교를 졸업한 후 1961년 미국 남장로교회 선교사로 한국에 파송받았다. 1973년에는 예수전도단을 설립하고 1980년에는 예수전도단을 국제 Youth With A Mission과 연합 사역으로 이끌었으며 1986년에는 미국으로 돌아가 사역을 이어갔다. 1994년에는 사역 중심을 시애틀로 옮겨 ‘안디옥국제선교훈련원’을 설립했으며 북한 선교 사역과 세계 선교에 주력하고 있다.

## 같이 보기
- 예수전도단